# Чивруайская трагедия
Чивруа́йская трагедия — гибель группы туристов-лыжников (студентов из Куйбышева) в Ловозёрских тундрах (Кольский полуостров) в конце января 1973 года.

## История трагедии
Группа состояла из десяти студентов, среди которых была одна девушка. Из десяти человек новичком в туризме был только один, все остальные имели серьезный опыт путешествий. Руководитель группы Михаил Кузнецов много раз ходил в лыжные походы, причем дважды — по этому маршруту в горном районе Хибины — Ловозерские тундры Кольского полуострова. В Куйбышеве группа защитила предстоящий поход в маршрутно-квалификационной комиссии областной федерации спортивного туризма.
- 23 января группа приехала в поселок Ильма.
- 25 января отправив телеграмму о выходе, вышли через перевал Эльморайок (его высота 655 метров), начав маршрут по Ловозерским горам. После 14 часов, группа прошла перевал, естественно, не могла уйти дальше реки Эльморайок и заночевала.
- 26 января в морозный день (температура воздуха составляла минус 24 градуса) они прошли Сейдозеро, реку Чивруай и в конце дня стали подниматься на перевал Чивруай (837 метров), пройдя около двадцати километров. Несмотря на короткий январский день, группа начала восхождение на плато и вышла наверх на Маннепахк (975 метров) в 21-22 часа, вместо южного северным проходом. Температура понизилась до минус 26 — 30 градусов и резко усилился ветер. Скорость его наверху достигала 50 метров в секунду. Группа, продолжая двигаться вперед, сбилась с пути: в темноте прошла на плато Маннепахк, обогнула его и встала у обрыва цирка р. Киткуай, там, где позже погибли пятеро. Силы были на исходе. Руководители, не зная, в каком месте находятся, вышли на край обрыва и решили произвести разведку.

Одна из версий предполагает, что Илья Альтшулер снял рюкзак и лыжи, благо, под ногами плотный фирн, и начал аккуратно продвигаться вперед, стараясь определить, где край каньона. Края каньона достаточно изрезаны и в какой-то момент, уставший, промерзший, практически ничего не видящий Альтшулер ослабил бдительность и сорвался в пропасть.
После этого команда студентов разделилась на две группы по пять человек. Пять человек, включая руководителя группы Землянова, одевшись потеплее, попытались спуститься, чтобы спасти сорвавшегося Альтшулера, который после падения, скорее всего, оставался жив. Оставшиеся пятеро группы Кузнецова, надеясь, что спасательный отряд скоро вернется, расстелили палатку и легли на нее. Они лежали, прижавшись плотно друг к другу. Лежащий крайним Кузнецов с наветренной стороны пытался прикрыть всех палаткой. По всей видимости, уставшие туристы очень быстро уснули. Во сне жизненный тонус снижается до минимума, и, соответственно, борьба организма за жизнь и сопротивление холоду опускаются предельно низко.
В ночь с 26 на 27 января спасательная группа Землянова попала в сложную обстановку и снова разделилась. Предположительно, группа в составе Землянова и Леканта нашла спуск и продолжила движение к Альтшулеру, а вторая — Новоселов и Мартина из-за усталости попыталась возвратиться к оставшимся на плато пятерым, не дошла до них 120 метров, остановилась в 70 метрах от обрыва. Новоселов всю свою теплую одежду отдал спутнице, а сам остался в ковбойке. Часы на руке у парня остановились в 1 час 34 мин.
Землянов с товарищем благополучно спустился в долину, но подобраться к Альтшулеру против сильного ветра у них не хватило сил, обессилевшие, они замерзли в долине между 4 и 5 часами 27 января примерно в 400 метрах от тела Альтшулера.

## Поиск
28 января группа других туристов, проходящая по маршруту, случайно обратила внимание на торчащую из-под снега руку и сообщила, после прохождения своего маршрута, о погибших. Тела группы Кузнецова были найдены полностью занесенными снегом, лежащими в ряд, плотно прижавшись друг к другу на расстеленной палатке. Михаил Кузнецов, лежавший крайним с наветренной стороны, пытался, видимо, прикрыться от ветра пологом палатки. Его рука осталась над снегом отметкой о случившемся.
В конце февраля найдены Новоселов и Мартина.
27 марта в долине реки Киткуай, в двух километрах на юго-запад по прямой от места гибели пятерых, в 200 метрах от скальных стен были найдены двое, лежавшие друг от друга в 10 метрах, головами в разные стороны. Одеты тепло, обуты в ботинки «Вибрам» и бахилы. Позднее опознали в них руководителя группы Валентина Землянова и Артема Леканта.
1 июня в 16 часов у правого склона ущелья реки Киткуай нашли последнего погибшего — Альтшулера. Он лежал к склону лицом вниз в 400 метрах от места гибели Землянова и Леканта. Был в меховой куртке, порванной по бокам, одна нога обута в меховой унт, другая в ботинок «Вибрам», руки без рукавиц, часы на руке остановились в 4 часа 33 минуты.
Поисковая операция продолжалась четыре месяца.
Проведенное расследование установило, что участники похода погибли от переохлаждения, причиной которого явились несколько ошибочных решений, мотивы которых остались неизвестными:
- после тяжёлого дневного перехода группа решила подняться на перевал после наступления темноты, при низкой температуре и сильном ветре в спину, который затруднял возвращение;
- выбранный маршрут подъёма затруднил поиск места спуска с перевала;
- столкнувшись со сложными условиями, группа разбилась на две части по пять человек: одна, оставив снаряжение, продолжила движение для разведки маршрута или в поисках помощи; среди оставшихся не оказалось лидера, способного организовать выживание (например, поставить имевшуюся у них палатку). Продолжившие движение оказались не в силах вернуться из-за ветра; двое замёрзли при попытке возвращения;
- у продолжившей движение группы не было лыж, так что после успешного спуска в долину они не смогли идти далее.

Восемью годами ранее, в 1965 году (в работе П. И. Лукоянова, возможно ошибочно, указан 1963 год), в том же районе неожиданное наступление плохой погоды застало врасплох группу московских туристов. Они уцелели благодаря лидерству Г. В. Шапкина, который настоял на необходимости установки палатки, преодолев возражения других участников. После завершения трёхдневного бурана мокрые и голодные туристы вышли к спасателям.
В XXI веке интерес к происшествию возродился. Оно привлекает внимание СМИ и энтузиастов, занимающихся гибелью группы Дятлова в 1959 году, из-за параллелей, проводимых этими энтузиастами, между обстоятельствами гибели двух групп.

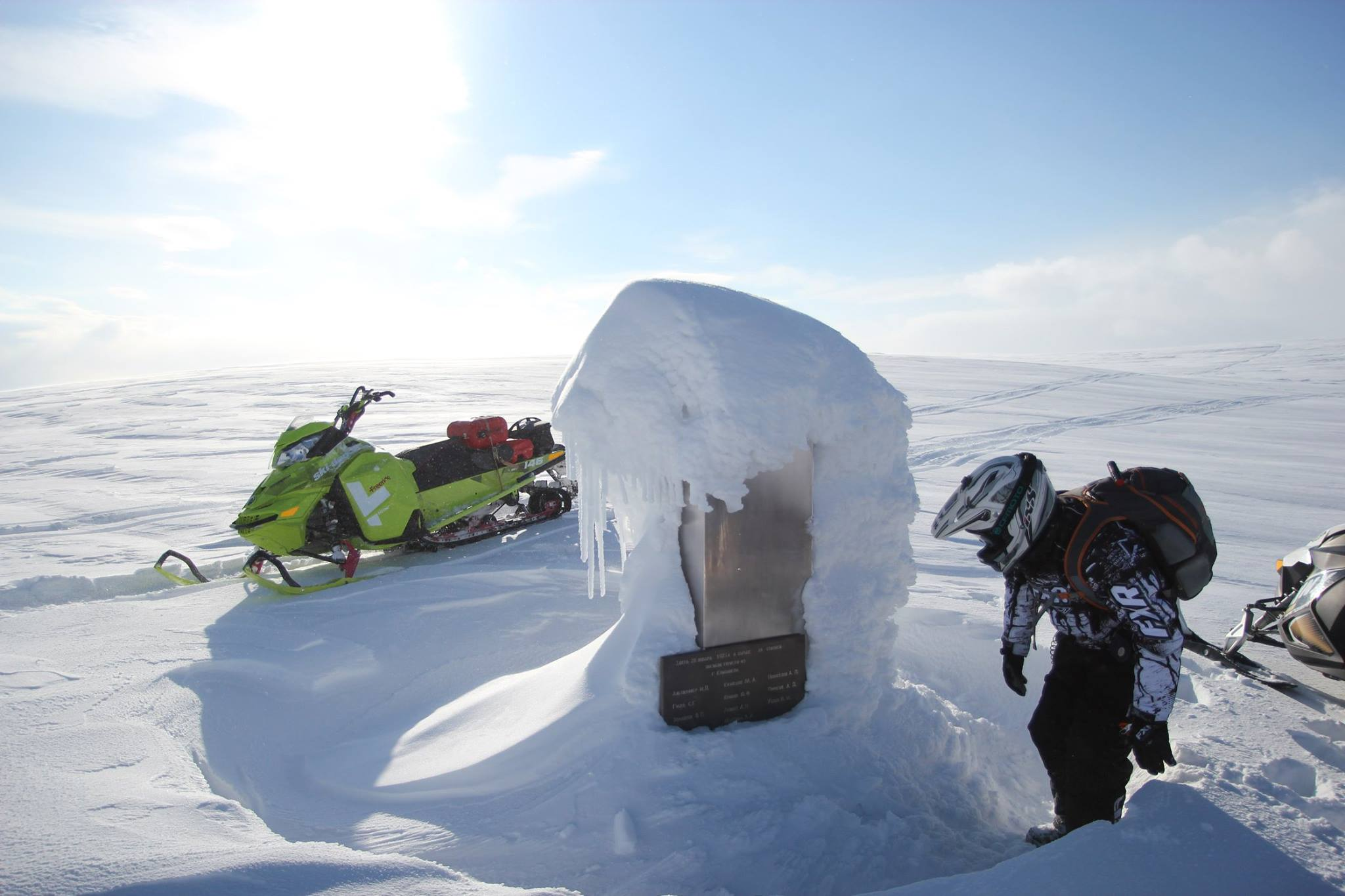
Обелиск на месте Чивруайской трагедии вблизи от места, где нашли тела пятерых туристов с неустановленной палаткой

В районе места происшествия установлен обелиск.

## Состав группы
- Михаил Кузнецов (первый руководитель)
- Валентин Землянов (второй руководитель)
- Илья Альтшулер
- Сергей Гусев
- Юрий Кривов
- Артём Лекант
- Лидия Мартина
- Александр Новосёлов
- Анатолий Пирогов
- Юрий Ушков